# William Harrison Standley

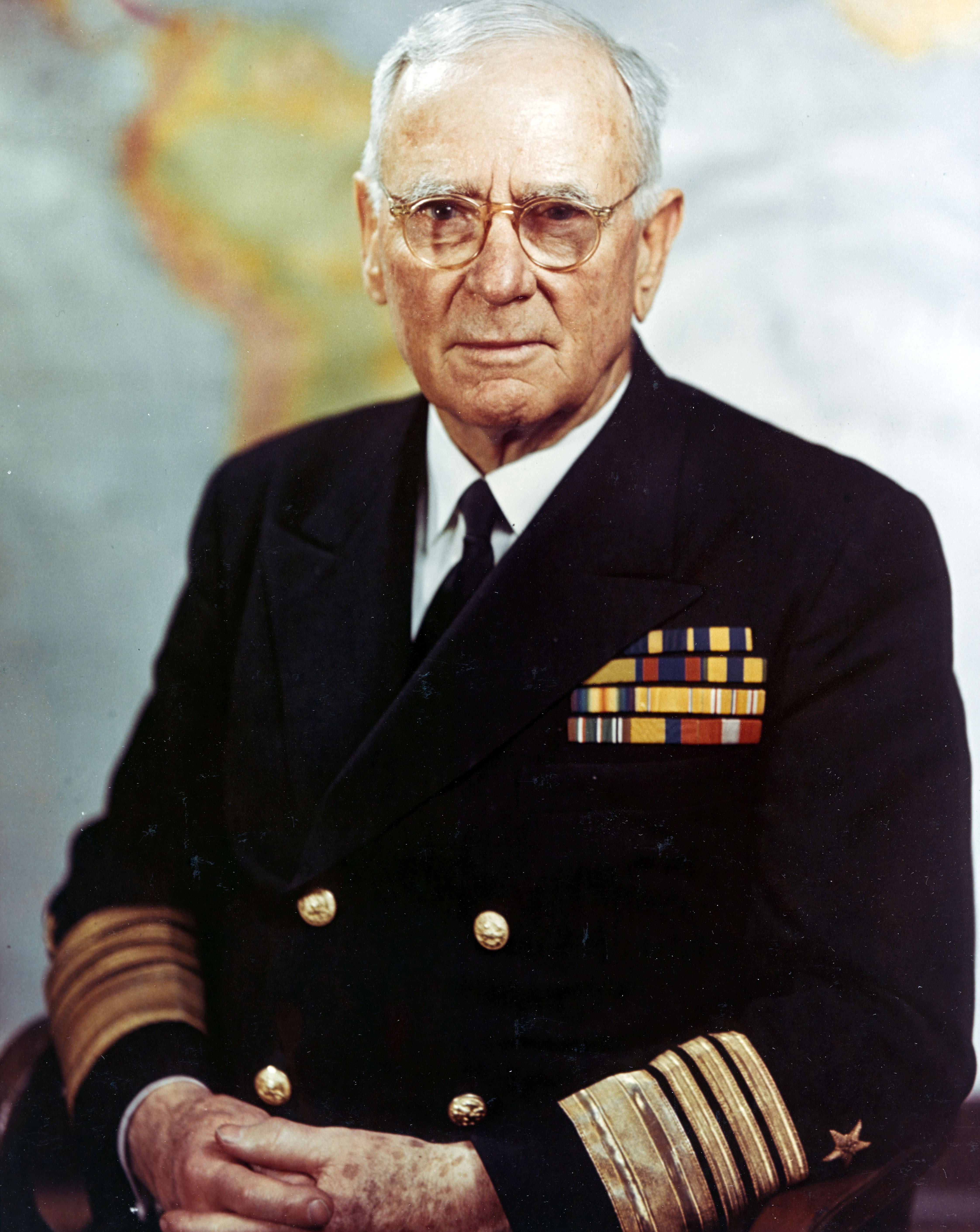
William Harrison Standley als Admiral (1945)

William Harrison Standley (* 18. Dezember 1872 in Ukiah, Kalifornien; † 25. Oktober 1963 in San Diego) war ein US-amerikanischer Admiral und Diplomat.

## Leben

### Militärische Laufbahn
Standleys Großvater war Hotelbesitzer und sein Vater Sheriff im Mendocino County in Kalifornien. Standley trat nach Abschluss der Schule in die Marineakademie der Vereinigten Staaten (USNA) ein, 1895 schloss er die Abbildung ab. Anschließend war er für zwei Jahre auf dem Kreuzer Olympia stationiert.
Seine „Feuertaufe“ erlebte er im Spanisch-Amerikanischen Krieg (1898). Im anschließenden Philippinisch-Amerikanischen Krieg (1899–1902) wurde er wegen Tapferkeit ausgezeichnet. Nach dem Krieg war er in kalifornischen Häfen stationiert. Sein erstes Kommando bekam er auf der zu Amerikanisch-Samoa gehörenden Insel Tutuila. Während des Ersten Weltkriegs führte er die Dienstaufsicht über den Ausbau der Marinebasis von Annapolis (Maryland). Es folgten Kommandos in größeren Marineeinheiten am Atlantik sowie eine Abordnung zum Chef des Admiralstabs (CNO).
1932 wurde er zum Vizeadmiral und nach einigen Monaten zum Admiral  befördert. Gegen Ende des Jahres 1933 berief ihn der neue Präsident Franklin D. Roosevelt zum CNO. Immer wieder vertrat er auf diesem Posten den erkrankten Marineminister Claude A. Swanson und kam so in Kontakt mit dem engsten politischen Führungskreis. Er blieb oberster Befehlshaber der Marine bis zu seinem Ruhestand im Jahre 1937. Sein Nachfolger wurde William Daniel Leahy.
Standley wurde Berater der New Yorker Messe (Great New York State Fair) sowie eines Bootsherstellers. Auch trat er als politischer Redner auf, wobei er das Deutsche Reich, Italien und die Sowjetunion als „Feinde der Demokratie“ anprangerte.
Im Februar 1941 wurde Standley aus dem Ruhestand in den aktiven Marinedienst zurückgeholt, zunächst wurde er als einer der Vertreter der US Navy zum Planungsstab für die Rüstungsindustrie abgeordnet. Im Herbst 1941 wurde er höchster Vertreter der Marine in dem von Sonderbotschafter W. Averell Harriman geleiteten Lend-Lease-Programm, in dessen Rahmen in großem Umfang Rüstungsgüter an die UdSSR geliefert wurden. In dieser Funktion besuchte Standley gemeinsam mit Harriman auch Moskau. Allerdings sprach sich Standley dafür aus, Stalin Bedingungen für die Lieferung von Rüstungsgütern zu stellen. Nach der Bombardierung des Kriegshafens Pearl Harbour im Dezember 1941 wurde er in die von Roosevelt eingesetzte Untersuchungskommission berufen.

### Einsatz als Diplomat
Im Februar 1942 entsandte Präsident Roosevelt Standley als US-Botschafter nach Moskau, dieser löste dort Laurence Steinhardt ab. Seine Hauptaufgabe auf diesem Posten war die Koordinierung der Lieferung amerikanischer Rüstungsgüter. Allerdings übte er Kritik an der Informationspolitik der Sowjetführung, die nach seiner Ansicht den amerikanischen Verbündeten kriegswichtige Informationen vorenthielt. Darüber hinaus geriet er in Konflikt mit Roosevelts Sonderbotschafter Joseph E. Davies, der nach Standleys Auffassung für eine vorbehaltlose Unterstützung des Regimes Stalins plädierte und bestrebt war, jegliche Kritik daran, auch durch die amerikanische Presse, zu unterdrücken.
In Moskau unterstützte Standley die Bemühungen der polnischen Exilregierung in London, den Verbleib von fast 10.000 polnischen Offizieren aufzuklären, die im Herbst 1939 in sowjetische Kriegsgefangenschaft geraten waren. Er freundete sich mit dem polnischen Botschafter Stanisław Kot sowie später mit dessen Nachfolger Tadeusz Romer an. Auch traf er mit dem Leiter des Suchbüros der polnischen Anders-Armee, Graf Józef Czapski, zusammen. Er sprach Vizeaußenminister Andrei Wyschinski, dann Außenminister Wjatscheslaw Molotow, schließlich sogar Stalin auf die verschwundenen Offiziere an, erhielt aber nur ausweichende Antworten.
Als im April 1943 die von NS-Propagandaminister Joseph Goebbels gesteuerte deutsche Presse von der Entdeckung von Massengräbern mit den Leichen erschossener polnischer Offiziere im Wald von Katyn berichtete und den sowjetischen Geheimdienst des Massenmords bezichtigte, telegrafierte er nach Washington, dass Indizien in der Tat für diese Version sprächen.
Als der Kreml die polnische Forderung nach einer Untersuchung durch das Internationale Komitee vom Roten Kreuz zum Anlass nahm, die diplomatischen Beziehungen zur Exilregierung abzubrechen, versuchte Standley vergeblich, Molotow zur Rücknahme dieses Schrittes zu bewegen. Als Zeichen der Solidarität begleitete er den ausgewiesenen polnischen Botschafter Tadeusz Romer bei dessen Abreise zum Bahnhof. Auch warnte er das State Department davor, dass Stalin offensichtlich plane, eine Marionettenregierung aus polnischen Kommunisten, die sich um die Agitatorin Wanda Wasilewska gruppierten, einzusetzen.
In seinen 1955 erschienenen Memoiren legte Standley dar, dass er wegen seiner kritischen Haltung zur Sowjetführung offenkundig das Vertrauen Roosevelts verloren habe. Er reichte deshalb ein Abschiedsgesuch ein. Vergeblich hatte er sich bei Roosevelt darüber beschwert, dass hinter seinem Rücken Sonderbotschafter des Weißen Hauses eigene Kanäle nach Moskau aufbauten. Unmittelbarer Anlass dafür sei die Entsendung von Joseph E. Davies in den Kreml gewesen, wo dieser Stalin einen versiegelten Brief Roosevelts übergab. Standley durfte weder Davies dabei begleiten, noch vom Inhalt der Botschaft erfahren. Roosevelt nahm das Gesuch an, im Oktober 1943 schied Standley aus dem diplomatischen Dienst aus. Sein Nachfolger in Moskau wurde W. Averell Harriman, Standley bezeichnete ihn in einem privaten Schreiben als „Angeber“ (bravado).
Nach seiner Rückkehr nach Washington wurde Standley als Berater zum Militärgeheimdienst OSS unter William J. Donovan bestellt. Mit dem Ende des Zweiten Weltkriegs schied er im August 1945 wieder aus dem öffentlichen Dienst aus.
Er trat dem Council against Communist Aggression (CACA) bei, dem vor allem Vertreter konservativer evangelischer Kirchenkreise angehörten, darunter Politiker und Publizisten sowie ehemalige Militärs.
1952 sagte Standley vor der Madden-Kommission aus, dem Ausschuss des US-Kongresses zur Untersuchung des Massakers von Katyn. Er übte dabei scharfe Kritik an Roosevelt und an Joseph E. Davies. Nach seinen Worten unternahm das Weiße Haus 1943/44 keine Anstrengungen, der Frage der Täterschaft auf den Grund zu gehen, sondern akzeptierte ohne Überprüfung die sowjetische Version, die die Deutschen belastete.
Der Lenkwaffenkreuzer William H. Standley trug seinen Namen wie auch ein Erholungsgebiet im Norden Kaliforniens, die Admiral William Standley State Recreation Area.

## Auszeichnungen
Auswahl der Dekorationen sortiert in Anlehnung der Order of Precedence of Military Awards:
- Navy Distinguished Service Medal